# 酢酸タリウム(I)
酢酸タリウム(I)（さくさんタリウム いち、英: Thallium(I) acetate）は化学式 Tl(CH3COO) で表される、タリウムと酢酸の化合物。無味無臭の白い粉末である。
成人の致死量は約1グラムで、急性症状としては吐き気、下痢、昏睡（こんすい）などがあり、呼吸器や循環器の障害により死亡する。少量を継続して摂取しても重金属のため体に蓄積して慢性症状を示し、徐々に衰弱して死亡するため病死と見せかけて毒殺するのに使われ、事件例としてはイギリスのグレアム・ヤングの母親殺し、1991年の東大技官タリウム殺人事件、2005年の静岡女子高生母親毒殺未遂事件などがある。
かつてはよく殺鼠剤に使用され、現在でもその殺鼠剤は薬局で入手可能、黒色に着色されている。しかしもっと安全な材質(クマリン系)の殺鼠剤が出回っているため、あえて酢酸タリウムをネズミ退治の目的で入手する意義はない。
殺鼠剤の誤飲などの事故でタリウムを摂取した場合の治療薬としてプルシアンブルー（紺青、ヘキサシアノ鉄(II)酸鉄(III)）が用いられる。
毒物及び劇物取締法により劇物に指定されている。